# Nicolasia stenoptera
Nicolasia stenoptera là một loài thực vật có hoa trong họ Cúc. Loài này được (O.Hoffm.) Merxm. mô tả khoa học đầu tiên năm 1954.